# 泰山傳奇 (電影)
《泰山傳奇》（英語：The Legend of Tarzan）是一部2016年澳大利亞、英國和美國合拍的動作冒險片，由大衛·葉慈執導，克雷格·布魯爾和亞當·科扎德（Adam Cozad）負責編劇。改編自愛德加·萊斯·巴勒斯所創作的虛構人物泰山。由亞歷山大·史柯斯嘉飾演主角泰山，其他主演包括瑪格·羅比、山繆·傑克森、克里斯多夫·華茲與吉蒙·翰蘇。電影排於2016年7月1日在美國上映（含3D和IMAX 3D版本）。電影是獻給於2015年7月6日去世的監製傑瑞·溫特勞布。

## 劇情
故事敘述經過多年，被稱為「泰山」的男人約翰·克萊頓三世，格雷斯托克勳爵離開非洲叢林與他心愛的妻子珍·波特到倫敦生活。現在，他被邀請回比屬剛果參加一場貿易使者議會，但泰山卻不知自己已陷入貪婪和腐敗的比利時隊長羅姆利用的棋子中。

## 演員
| 演員                                      | 角色                                                                           |
| 亞歷山大·史柯斯嘉 羅里·J·薩佩（年幼時期） | 約翰·克萊頓三世，格雷斯托克勳爵／泰山 John Clayton III, Lord Greystoke／Tarzan |
| 瑪格·羅比 艾拉·彭内爾（年幼時期）         | 珍·波特 Jane Porter                                                            |
| 山繆·傑克森                               | 喬治·華盛頓·威廉斯 George Washington Williams                                  |
| 克里斯多夫·華茲                           | 羅姆隊長 Captain Rom                                                           |
| 吉蒙·翰蘇                                 | 酋長邦加 Chief Mbonga                                                          |
| 約翰·赫特                                 | 阿基米德·Q·波特教授 Prof. Archimedes Q. Porter                                 |
| 吉姆·布洛班特                             | 總理 Prime Minister                                                            |
| 卡斯帕·克倫普                             | 刻赤歐爾隊長 Captain Kerchover                                                 |
| 賽門·羅素·貝爾                            | 佛魯姆先生 Mr. Frum                                                            |

## 製作

### 選角
2012年8月12日，據報導，游泳運動員麥可·菲爾普斯商談出演電影的主角泰山，成為他的電影處女作。2012年11月7日，官方看上了湯姆·哈迪、亨利·卡維爾和查理·漢納飾演主角。2012年11月14日，亞歷山大·史柯斯嘉被導演大衛·葉慈選上擔任主角，而山繆·傑克森則會飾演威廉姆斯一角。葉慈表示，出生於瑞典並在美國就業的史柯斯嘉是個完美的泰山。2013年3月6日，葉慈想讓潔西卡·雀絲坦飾演女主角珍·波特。2013年9月26日，克里斯多夫·華茲會談參演反派，他飾演名為羅姆隊長的比利時軍人，他試圖抓住泰山以換取鑽石的獎金。
官方看上了瑪格·羅比和艾瑪·史東飾演女主角珍·波特。艾瑪·華森、莎拉·波潔兒、喬姬娜·海格、露西·黑爾、琳德茜·馮塞卡、艾莉諾·湯姆林森、加布瑞拉·汪爾德、露西·波頓和克萊西達·博納斯都是該角的考慮人選。2014年1月18日，羅比被證實為飾演珍的演員。月4日，吉蒙·翰蘇加入飾演酋長邦加一角。6月17日，厄希·艾齊利加入劇組。艾拉·彭内爾被選中飾演年幼的珍·波特。卡斯帕·克倫普將飾演刻赤歐爾隊長。2015年12月，首支預告透露，吉姆·布洛班特也參演了電影。

### 拍攝
電影於2014年6月30日正式在英國哈特福郡利維斯登的華納兄弟利維斯登製片廠開拍，進行四個月後的拍攝後在2014年10月3日結束。

## 發行
華納兄弟將電影定於2016年7月1日在美國上映。而臺灣則早於美國在2016年6月29日上映。

### 評價
《泰山傳奇》獲得了褒貶不一的評價。爛番茄根據241篇專業影評，持有36%的新鮮度，平均得分5.07／10。Metacritic得分44，IMDB得6.4分，好壞評價平均參雜。據CinemaScore調查，於A+至F間觀眾的評價約落在「A-」，電影受到普通觀眾的認同。

### 票房
在美國和加拿大，《泰山傳奇》於2016年7月1日和《吹夢巨人》、《國定殺戮日：大選之年》共同上映競爭，早期估計《泰山傳奇》能在首映週末獲得2500至3300萬美元的票房。《綜藝》認為，因為電影的預算較高因此很可能獲得的票房不會太好；並強調，電影的票房至少要賺到4億美元才不會賠錢。在國際的十六個市場上，如俄羅斯和韓國等地大多和北美同天上映。
美國首映週末票房為3810萬美元，位居當週票房排名第二，這比預期的高。Deadline.com認為，儘管首映週末票房不錯，但電影的成本相當高，因此仍不樂觀。
中国大陆首周6天获得1.82亿人民币居亚军，最终累计3.06亿。

## 外部連結
- 互联网电影数据库（IMDb）上《泰山傳奇》的资料（英文）
- Box Office Mojo上《泰山傳奇》的資料（英文）
- AllMovie上《泰山傳奇》的资料（英文）
- 爛番茄上《泰山傳奇》的資料（英文）
- Metacritic上《泰山傳奇》的資料（英文）
- 開眼電影網上《泰山傳奇》的資料（繁體中文）
- 时光网上《泰山归来：险战丛林》的資料（简体中文）
- 豆瓣电影上《泰山归来：险战丛林》的資料 （简体中文）